# Akta
Akta – grupa dokumentów o podobnej treści (Akta sprawy) złączona w jeden ciąg w celu łatwiejszego ich przechowywania.
Rodzaje akt:
- akta doczesne,
- akta gruntowe,
- akta nierozpoznane,
- akta ogólne,
- akta opiekuńcze,
- akta osobowe osobiste i personalne,
- akta reponowane,
- akta stanu cywilnego
- akta szczegółowe,
- akta w rozsypce,
- akta wieczyste,
- akta własne archiwum (wytworzone przez samo archiwum).